# Society for the Promotion of Hellenic Studies
Die Society for the Promotion of Hellenic Studies (auch: Hellenic Society) ist eine 1879 gegründete, gemeinnützige britische Gesellschaft, die sich der griechischen Sprache, Literatur, Geschichte, Kunst und Archäologie der Antike, der byzantinischen Zeit und der Moderne widmet. Ihren Sitz hat sie zusammen mit der Society for the Promotion of Roman Studies im Institute of Classical Studies der Universität London, das sich im Senate House der Universität befindet und auch die Joint Library, die gemeinsame Bibliothek der beiden Gesellschaften, beherbergt.
Die Hellenic Society gibt das Journal of Hellenic Studies und seit den 1950er Jahren als Supplement die Archaeological Reports heraus. Gelegentlich werden auch Monographien als Supplementary Papers, seit 2001 unter dem Reihentitel: Occasional Publications herausgegeben. Darüber hinaus veranstaltet die Gesellschaft eine alljährliche Vorlesungsreihe sowie gelegentliche Vorträge und Treffen in London und unterstützt zusammen mit der Classical Association Vorträge und Vorlesungsreihen im Vereinigten Königreich. Schulen, Universitäten und andere Institutionen wie auch Studenten und junge Forscher werden mit verschiedenen Stipendien gefördert.
Erster Vorsitzender der Gesellschaft ist Chris Carey, zu den stellvertretenden Vorsitzenden gehören unter anderem Patricia E. Easterling, Robin Osborne und Malcolm Schofield, zu den vorangehenden Vorsitzenden Robert Browning und Reginald Pepys Winnington-Ingram. Zu den Ehrenmitgliedern zählen unter anderem Walter Burkert, Carl Robert und Wilhelm Schubart. 
Aus dieser Gesellschaft ist mit einer spezifischeren Aufgabenstellung die 1983 gegründete Society for the Promotion of Byzantine Studies hervorgegangen.

## Preisträger des John D. Criticos Prize, nunmehr des London Hellenic Prize
Die Hellenic Society vergibt im Auftrag der Criticos-Fotinelli Foundation (John D. Criticos war ein griechischer Reeder, der hauptsächlich in London lebte) seit 1997 jährlich den John D. Criticos Prize für eigenständige Arbeiten über Griechenland und seine kulturellen Leistungen von der Antike bis in die Gegenwart. Der Preis wird nunmehr als London Hellenic Prize verliehen.
- 1997: Christian Habicht
- 1998: Michael Llewellyn Smith und Paul Cartledge
- 1999: Edmund Keeley
- 2000: Eleni Bastea und Gonda Van Steen
- 2001: John Gould
- 2002: Graham Speake
- 2003: Susan Woodford
- 2004: Mark Mazower
- 2005: Robert Parker
- 2006: Averil Cameron
- 2007: Peter J. Parsons
- 2008: Stephen Halliwell
- 2009: David Malouf
- 2010: Zachary Mason
- 2011: Ann Wroe
- 2012: Anne Carson
- 2013: Peter Stothard
- 2014: Armand Marie Leroi
- 2015: Jens M. Daehner und Kenneth Lapat
- 2016: Karen Van Dyck
- 2017: Kamila Shamsie
- 2018: Michael Hughes
- 2019: Alice Oswald
- 2020: Luis Alfaro und Rosa Andujar
- 2021: Paschalis M. Kitromilides und Constantinos Tsoukalas
- 2022: Caroline Vout
- 2023: Peter Sarris